# 이집트 박물관

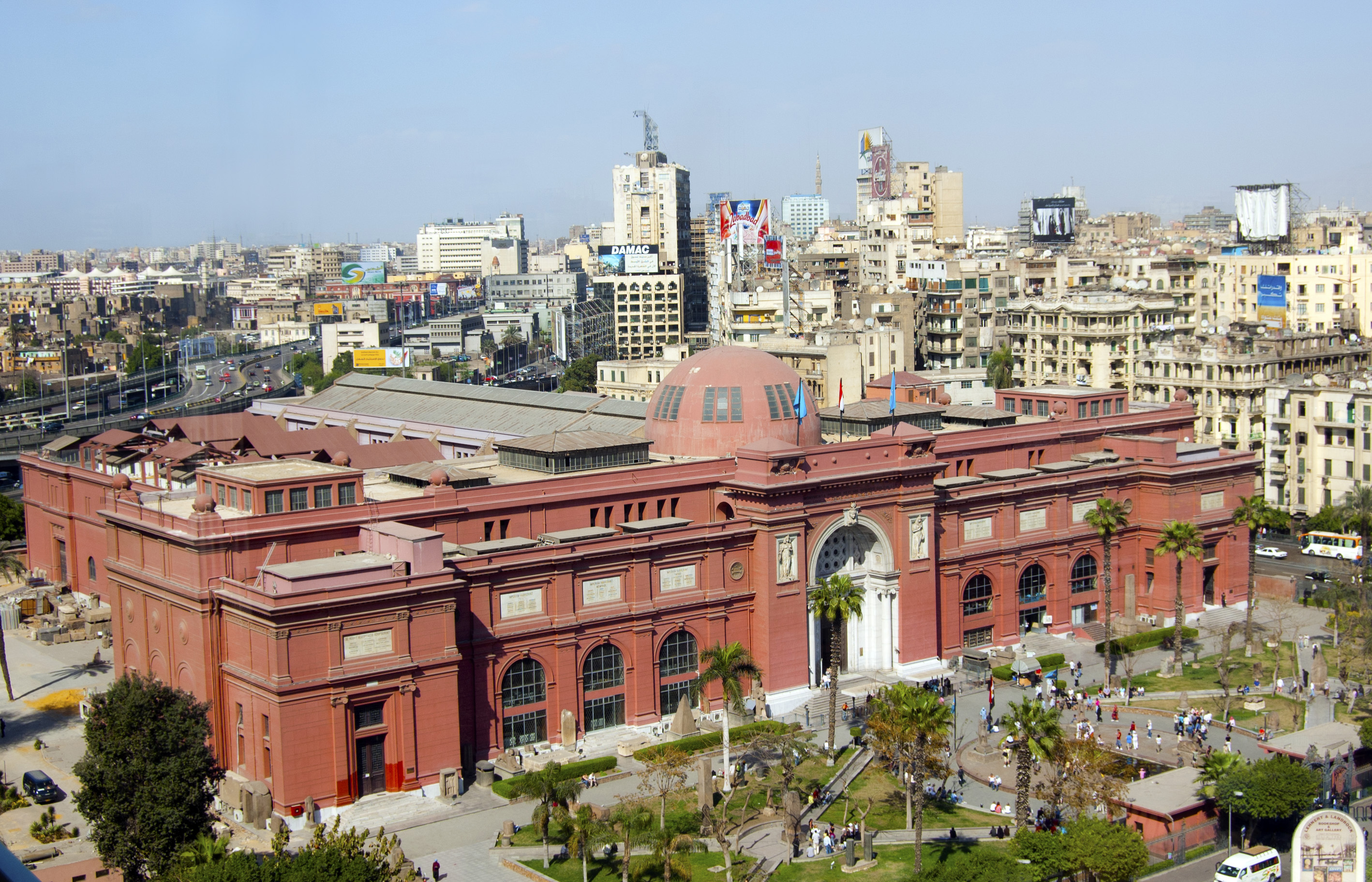
이집트 박물관

이집트 박물관(Egyptian Museum)은 이집트 카이로에 있는 박물관이다. 고대 이집트 역사의 중요한 수많은 물품들이 포함되어 있다. 투탕카멘 왕의 황금 마스크가 이곳에 있다.

## 같이 보기
- 베를린 이집트 박물관
- 가장 큰 미술관 목록